# Centrum Pucka

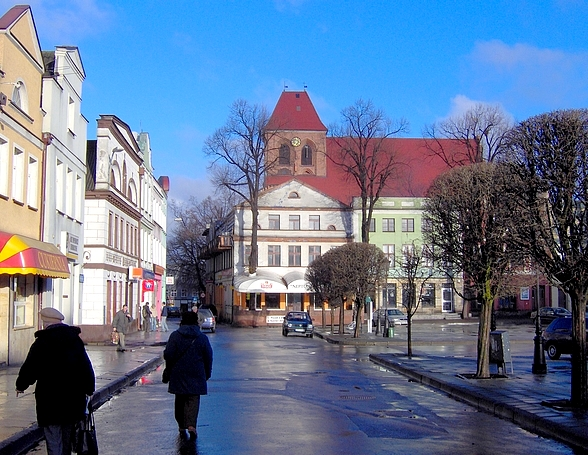
Rynek w Pucku

Centrum Pucka - kształtuje je średniowieczny układ 100 parcel, które do końca XIX wieku stanowiły nieomal cały obszar miasta. Szachownicowy układ ulic, ratusz, zamek, gotycka fara, nieistniejąca już kaplica św. Barbary w dzielnicy Korabne i kościół św. Jerzego otoczone były murami z czterema bramami. Kamienice centrum są zdobione w stylach: neogotyckim, klasycystycznym, eklektycznym, secesyjnym.
Jedną z najpiękniejszych kamienic jest "Zajazd pod złotym lwem" - dawny hotel, wyróżnia się późnobarokową formą wolutowych spływów, ponad którymi posadowiona jest niewielka rzeźba leżącego lwa.